# Investigación, desarrollo e innovación

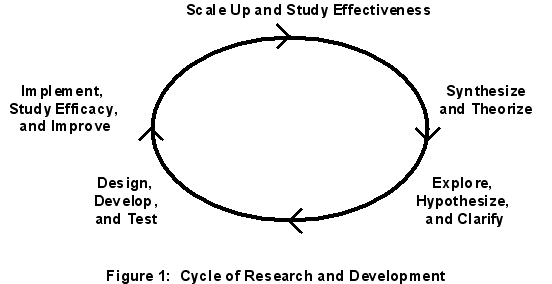
Ciclo de investigación y desarrollo: síntesis y teoría / explorar, hipotetizar y clarificar / Diseño, desarrollo y prueba / Implementación, estudio de eficacia y mejora / Aumento progresivo y estudio de eficacia

El término investigación, desarrollo e innovación (habitualmente abreviado I+D+i o I+D+I) se refiere a un concepto de aparición reciente en el contexto de los estudios de ciencia, tecnología y sociedad, como un intento de superación del anterior concepto de investigación y desarrollo (I+D). 
Mientras que el de desarrollo es un término proveniente del mundo de la economía, los de investigación e innovación provienen respectivamente del mundo de la ciencia y la tecnología, y su dinámica relación se encuentra en el contexto de la diferenciación entre ciencia pura y ciencia aplicada; cualquiera de ellos es de compleja definición. 
En el contexto de I+D+i, la Universidad de León define «investigación» como una indagación original y planificada cuyo objetivo es descubrir nuevos conocimientos y lograr una mayor comprensión en el ámbito científico y tecnológico, e «innovación» como una actividad cuyo resultado es el avance tecnológico en la creación o mejoría sustantiva de productos o procesos de producción Por otro lado, Esko Aho define «investigación» como «invertir dinero para obtener conocimiento», en oposición a «innovación», que la define cómo «invertir conocimiento para obtener dinero», lo que expresa el fenómeno de retroalimentación que se produce con una estrategia exitosa de I+D+i.
El nivel de actividad de I+D+i en un país se puede calcular mediante la proporción entre el gasto en I+D+i y el producto interior bruto (PIB), desglosando el gasto en gasto público y gasto privado (deducciones fiscales por I+D+i).
Todos los países procuran, en la  medida de sus posibilidades, potenciar las actividades ligadas a la I+D+i a través de políticas de apoyo (subvenciones, deducciones, préstamos bonificados y otras), debido a que un alto nivel de I+D+i implica una mayor fortaleza de los productos o procesos que se diferencian positivamente de los de su competencia. Además, muchas de las actividades son potencialmente generadoras de avances sociales en forma de calidad de vida, mejora del medio ambiente, la salud, etc. Para apoyar esas actividades existe un conjunto de normas UNE: la serie UNE 166000, que incluye la norma UNE 166001, dirigida a los proyectos de I+D+i, la UNE 166002 sobre requisitos del sistema de gestión de la I+D+i y la UNE 166006 relativa a requisitos sobre el sistema de vigilancia tecnológica.